# Trâu nội

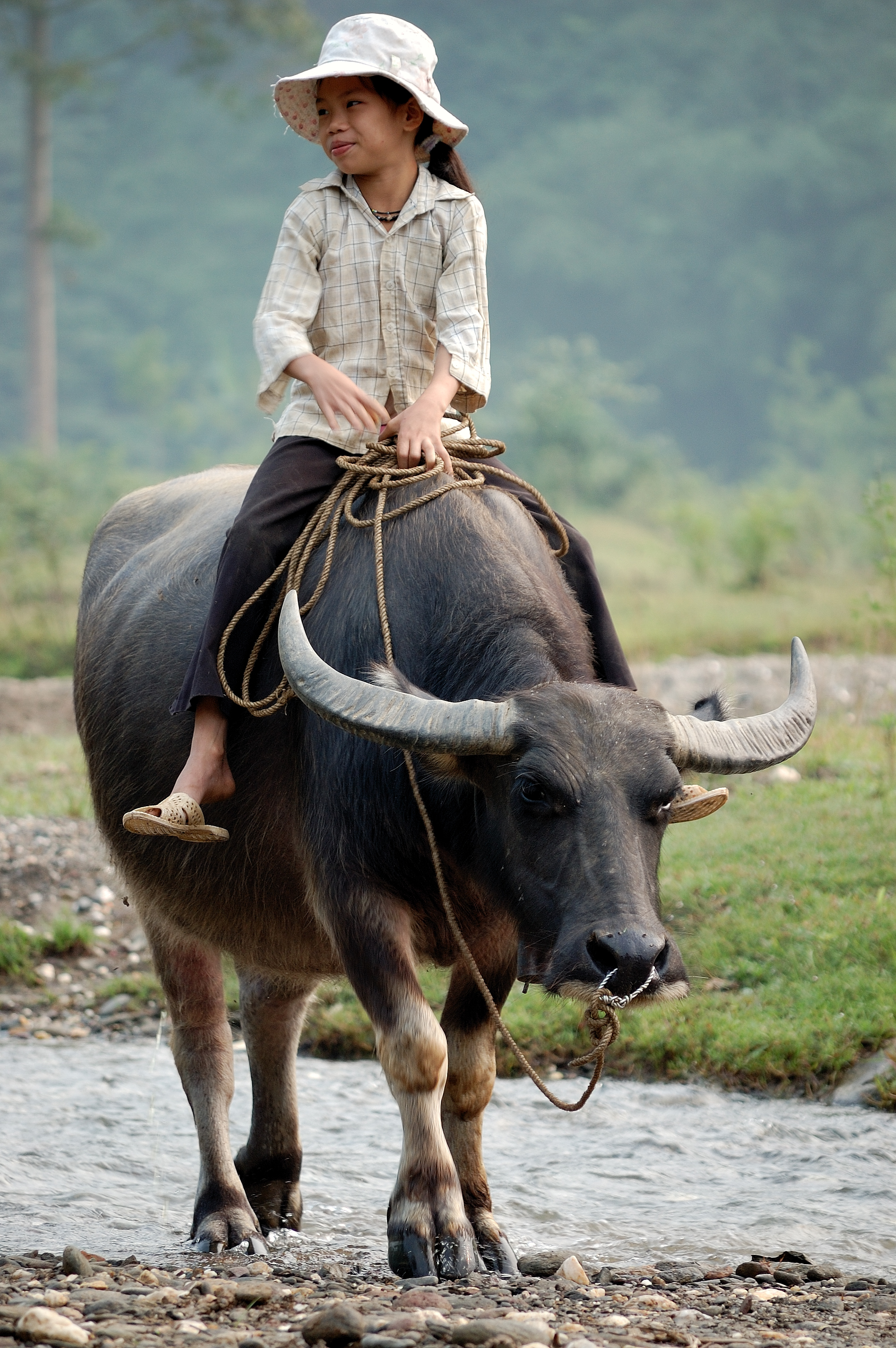
Hình ảnh quen thuộc ở thôn quê Việt Nam: em bé chăn trâu, loài vật chính giúp việc đồng áng

Trâu nội (Bubalus bubalis) có nguồn gốc từ trâu rừng thuần hóa, thuộc nhóm trâu đầm lầy (tiếng Anh: swamp buffalo), phân bố rộng rãi khắp nước Việt Nam. Ở Tây Nguyên có giống trâu Langbiang nổi tiếng, ở vùng Yên Bái, Tuyên Quang, Bắc Giang thì có giống trâu Ngố phổ biến

## Mô tả

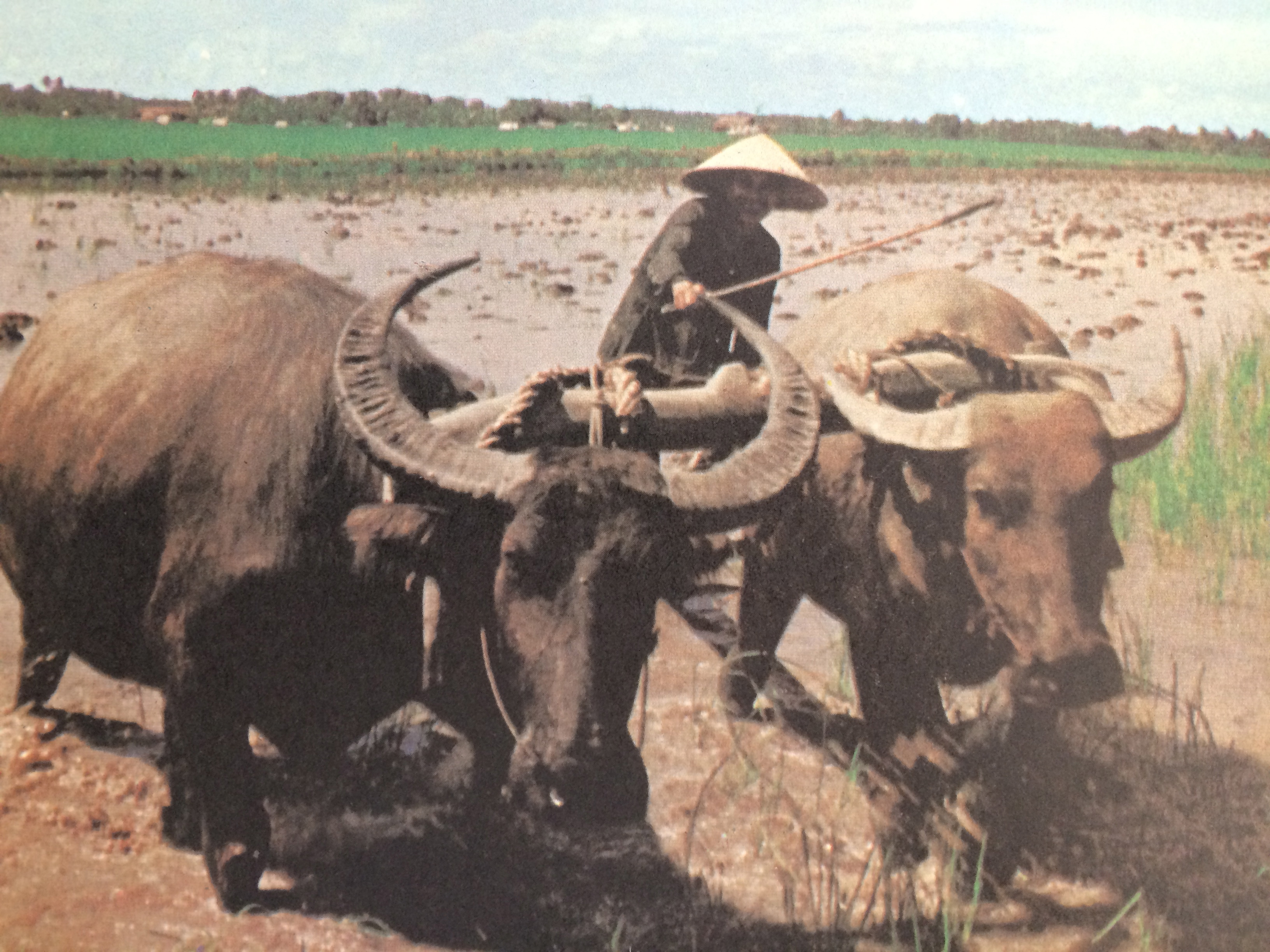
Trâu cày ruộng ở Miền Nam Việt Nam vào đầu thập niên 1970

Trâu được phân loại theo giống đực và giống cái. Con đực tầm vóc lớn, dài đòn, trước cao, sau thấp. Con cái tầm vóc từ vừa đến to, linh hoạt. Đặc tính chung của trâu là hiền lành, thân thiện nên chúng được nuôi phổ biến ở khắp các tỉnh thành trong cả nước. Trung bình một con trâu trưởng thành có thể nặng từ 250 – 500 kg. Cân nặng của trâu tùy thuộc vào giới tính và sức khỏe. Các bộ phận của trâu được chia thành các phần: đầu, cổ, thân, chân, đuôi và da. Đầu trâu đực dài, to vừa phải, trâu cái đầu thanh, dài. Trán rộng, phẳng, hơi gồ. Da mặt rất khô, nổi rõ mạch máu. Mắt to tròn, đen láy lanh lẹ, mí mắt mỏng; lông mi dài; mũi kín, bóng, ướt.
Miệng trâu rộng, răng đều khít, không sứt mẻ. Điểm đặc biệt của trâu là hàm trên không có răng mà chỉ có một miếng đệm rất dai, dẻo phù hợp với đặc tính nhai lại, ăn thực vật. Hai tai trâu nhỏ vừa có thể cử động, phủ một lớp lông mềm bảo vệ tai khỏi côn trùng chui vào. Sừng trâu thanh, đen, cân đối, nhọn và cong về phía sau; ngấn sừng đều, rỗng ruột.
Phần cổ và thân trâu có những đặc điểm sau: cổ có vạch loang cắt ngang qua phía dưới cổ họng và một hình chữ V thấp hơn chạy ngang qua phía trên ngực. Cổ dài vừa phải, có nhiều nếp nhăn; vai vạm vỡ khỏe mạnh; ức rộng, sâu; lưng dốc về phía sau, dài từ 1 – 1,5m hơi võng; xương sườn to, tròn, cong đều; bụng tròn lẳn; mông nở rộng, to; vú nhỏ và lùi về phía sau.
Chân trâu rất khỏe, vững chắc để đỡ cả thân mình, bốn chân thẳng to, gân guốc. Hai chân trước cách xa nhau, thẳng. Bàn chân thẳng, ngắn, vừa phải. Hai đùi sau to dài, bàn chân sau xuôi, ngắn. Bốn móng rất cứng, khít tròn, đen bóng và chắc chắn. Đuôi trâu to, dài, phần đuôi có túm lông lúc nào cũng phe phẩy để đuổi ruồi, muỗi. Da trâu dày, bóng láng, màu xám đen. Ít khi có trâu màu trắng. Lông đen, cứng, sát vào da giúp điều hòa nhiệt độ trong những trưa hè oi bức ở vùng nhiệt đới. Nhìn chung, trâu có thân hình khỏe khoắn, thích hợp với công việc đồng áng cực nhọc.

## Chăn nuôi và giá trị với nhà nông

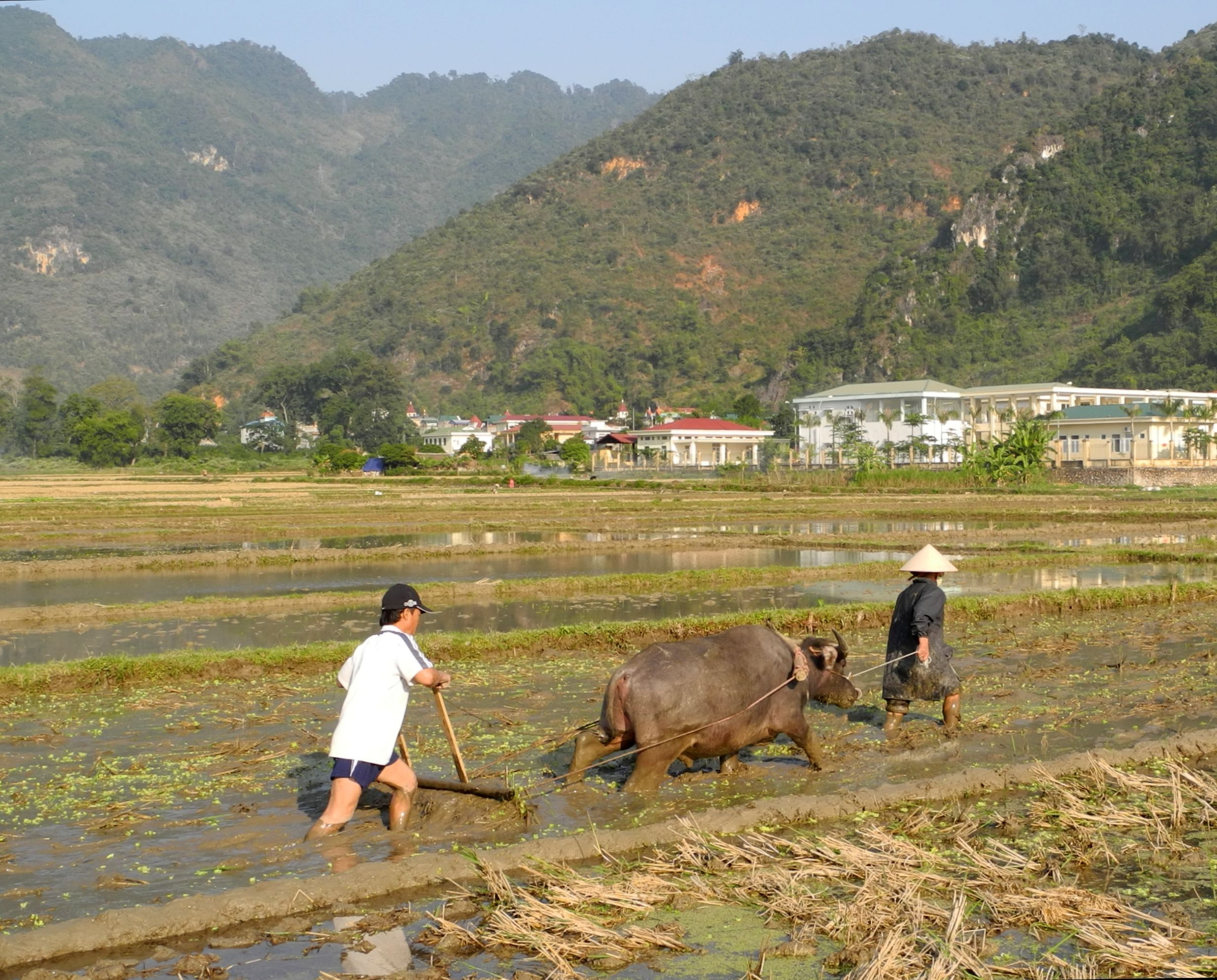
Bừa ruộng bằng trâu ở Mai Châu

Ở Việt Nam người dân nuôi trâu với mục đích chính là kéo cày, kéo bừa là chủ yếu cùng những công việc nặng nhưng cũng có giá trị dùng làm thịt, lấy da.
Trâu 3 tuổi có thể đẻ lứa đầu. Trâu đẻ có mùa vụ. Một đời trâu cái thường sinh 5 - 6 nghé; nghé sơ sinh nặng 22 – 25 kg. Đôi răng cửa giữa cố định bắt đầu mọc lúc 3 tuổi và trâu kết thúc sinh trưởng khi hết 6 tuổi (có 8 răng cửa).1 Mỗi ngày trâu ăn trung bình 30 kg cỏ. Trâu nhóm theo đàn, thường có một con trâu đực to lớn nhất làm trâu đầu đàn; các con khác nghe theo. Người chăn trâu điều khiển được trâu đầu đàn thì dẫn được cả đàn trâu.
Khả năng cho thịt là 45% trọng lượng: trâu nái: 42%; trâu đực 2 tuổi: 48%
Lực kéo trung bình: kéo cày: 70–75 kg bằng 0,36-0,40 mã lực. Loại trâu "A" một ngày cày được 3-4 sào, loại "B" cày được 2-3 sào, loại "C" cày được 1,5->2 sào (sào Bắc Bộ).
Kéo xe: đường xấu trâu có tải trọng là 400–500 kg, đường tốt tải trọng lên tới 700–800 kg và trên đường nhựa, với bánh xe bơm hơi trâu kéo được trên 1 tấn. Kéo gỗ: trên đường đồi núi, thường một con trâu kéo được 0,5-1,3 m³ gỗ với đoạn đường 3–5 km.
Khả năng cho sữa: 400 – 500 kg sữa trong một chu kỳ vắt, mỡ sữa 9 - 10%1.
Khả năng cho phân: trong 24 giờ trâu 2 răng: 10 kg  trâu 4 răng: 12 – 15 kg. Trâu trưởng thành: 20 – 25 kg.
Lợi ích kinh tế: Lúa vụ mùa màng được đúng dịp thu hoạch là do trâu giúp cày bừa ruộng đất.
Hiện nay, ngành chăn nuôi trâu ở Việt Nam đang chuyển dịch nhanh từ chăn nuôi lấy sức kéo sang chăn nuôi lấy thịt.